# Sebastian Samuelsson
Sebastian Samuelsson (* 28. března 1997 Katrineholm) je švédský reprezentant v biatlonu, zlatý a stříbrný medailista ze Zimních olympijských her 2018, kde triumfoval jako součást mužské štafety a jako druhý dojel ve stíhacím závodě, a mistr světa ze závodu s hromadným startem z Mistrovství světa 2023 a ze štafety mužů z Mistrovství světa 2024.
Biatlonu se věnuje od roku 2011. Ve světovém poháru debutoval v prosinci 2016 v Östersundu, kde ve sprintu obsadil 19. místo.
Ve své dosavadní kariéře zvítězil v šesti individuálních závodech, když poprvé triumfoval ve stíhacím závodě v Kontiolahti v prosinci 2020/, a v osmi kolektivních se švédskou mužskou nebo smíšené štafetou, resp. v závodech smíšených dvojic. 

## Výsledky

### Olympijské hry a mistrovství světa
| Sezóna  | Akce | Místo                | SP  | SZ  | HZ  | IZ  | ŠT  | SŠT | SZD | Věk    |
| ------- | ---- | -------------------- | --- | --- | --- | --- | --- | --- | --- | ------ |
| 2016/17 | MS   | Hochfilzen           | 76. | –   | –   | 52. | 11. | –   | ×   | 19 let |
| 2017/18 | ZOH  | Pchjongčchang        | 14. | 2.  | 23. | 4.  | 1.  | –   | ×   | 20 let |
| 2018/19 | MS   | Östersund            | 26. | 16. | 26. | 4.  | 7   | 5.  | 3.  | 21 let |
| 2019/20 | MS   | Anterselva           | 11. | 19. | 27. | 10. | 10. | 11. | 4.  | 22 let |
| 2020/21 | MS   | Pokljuka             | 8.  | 2.  | 10. | 25. | 2.  | 3.  | 3.  | 23 let |
| 2021/22 | ZOH  | Peking               | 5.  | 8.  | 11. | 30. | 5.  | 4.  | ×   | 24 let |
| 2022/23 | MS   | Oberhof              | 11. | 3.  | 1.  | 3.  | 3.  | 9.  | 4.  | 25 let |
| 2023/24 | MS   | Nové Město na Moravě | 5.  | 6.  | 23. | 7.  | 1.  | 3.  | 4.  | 26 let |
| 2024/25 | MS   | Lenzerheide          | 24. | 13. | 12. | 47. | 4.  | 5.  | 5.  | 27 let |

Poznámka: Výsledky z olympijských her se do hodnocení světového poháru nezapočítávají; výsledky z mistrovství světa se dříve započítávaly, od mistrovství světa v roce 2023 se nezapočítávají.

### Mistrovství Evropy
| Sezóna  | A  | Místo   | SP | SZ | IZ  | SŠT | SZD | Věk    |
| ------- | -- | ------- | -- | -- | --- | --- | --- | ------ |
| 2018/19 | ME | Raubiči | –  | –  | 27. | 1.  | –   | 21 let |

### Světový pohár

#### Sezóna 2021/2022
| ČSP              | Místo            | SP            | SZ          | HZ          | IZ          | ŠT          | SŠT         | SZD         |
| ---------------- | ---------------- | ------------- | ----------- | ----------- | ----------- | ----------- | ----------- | ----------- |
| 1.               | Östersund        | 1.            | –           | –           | 40.         | –           | –           | –           |
| 2.               | Östersund (2)    | 1.            | 2.          | –           | –           | 7.          | –           | –           |
| 3.               | Hochfilzen       | 14.           | 3.          | –           | –           | 5.          | –           | –           |
| 4.               | Annecy           | 4.            | 11.         | 9.          | –           | –           | –           | –           |
| 5.               | Oberhof          | 14.           | 2.          | –           | –           | –           | 4.          | –           |
| 6.               | Ruhpolding       | 18.           | 7.          | –           | –           | 8.          | –           | –           |
| 7.               | Anterselva       | nestartoval   | nestartoval | nestartoval | nestartoval | nestartoval | nestartoval | nestartoval |
| 8.               | Kontiolahti      | 5.            | 24.         | –           | –           | 2.          | –           | –           |
| 9.               | Otepää           | 18.           | –           | 9.          | –           | –           | –           | 2.          |
| 10.              | Oslo             | 3.            | 4.          | 11.         | –           | –           | –           | –           |
| Celkové umístění | Celkové umístění | 2.            | 2.          | 15.         | 57.         | 5.          | 2.          | 2.          |
| Celkové umístění | Celkové umístění | 717 bodů (3.) |             |             |             | 5.          | 2.          | 2.          |

#### Sezóna 2022/2023
| ČSP              | Místo                | SP                   | SZ          | HZ          | IZ          | ŠT          | SŠT         | SZD         |
| ---------------- | -------------------- | -------------------- | ----------- | ----------- | ----------- | ----------- | ----------- | ----------- |
| 1.               | Kontiolahti          | 4.                   | 4.          | –           | 5.          | 10.         | –           | –           |
| 2.               | Hochfilzen           | 19.                  | 9.          | –           | –           | 2.          | –           | –           |
| 3.               | Annecy               | 17.                  | 6.          | 30.         | –           | –           | –           | –           |
| 4.               | Pokljuka             | 25.                  | 19.         | –           | –           | –           | –           | 10.         |
| 5.               | Ruhpolding           | –                    | –           | 7.          | 30.         | 4.          | –           | –           |
| 7.               | Anterselva           | 30.                  | 18.         | –           | –           | 4.          | –           | –           |
| 8.               | Nové Město na Moravě | 15.                  | 7.          | 2.          | –           | –           | –           | –           |
| 9.               | Östersund            | nestartoval          | nestartoval | nestartoval | nestartoval | nestartoval | nestartoval | nestartoval |
| 10.              | Oslo-Holmenkollen    | nestartoval          | nestartoval | nestartoval | nestartoval | nestartoval | nestartoval | nestartoval |
| Celkové umístění | Celkové umístění     | 16.                  | 12.         | 29.         | 21.         | 4.          | 4.          | 4.          |
| Celkové umístění | Celkové umístění     | 446 bodů (14. místo) |             |             |             | 4.          | 4.          | 4.          |

#### Sezóna 2023/2024
| ČSP              | Místo             | SP                  | SZ          | HZ          | IZ          | ŠT          | SŠT         | SZD         |
| ---------------- | ----------------- | ------------------- | ----------- | ----------- | ----------- | ----------- | ----------- | ----------- |
| 1.               | Östersund         | 4.                  | 1.          | ×           | 7.          | 6.          | –           | 1.          |
| 2.               | Hochfilzen        | 3.                  | 5.          | ×           | ×           | 6.          | ×           | ×           |
| 3.               | Lenzerheide       | nestartoval         | nestartoval | nestartoval | nestartoval | nestartoval | nestartoval | nestartoval |
| 4.               | Oberhof           | 10.                 | 6.          | ×           | ×           | 8.          | ×           | ×           |
| 5.               | Ruhpolding        | 26.                 | 13.         | ×           | ×           | 8.          | ×           | ×           |
| 6.               | Anterselva        | ×                   | ×           | 19.         | 59.         | ×           | –           | 17.         |
| 8.               | Oslo-Holmenkollen | ×                   | ×           | 13.         | 16.         | ×           | –           | 2.          |
| 9.               | Soldier Hollow    | 5.                  | 5.          | ×           | ×           | 5.          | ×           | ×           |
| 10.              | Canmore           | 6.                  | 2.          | 23.         | ×           | ×           | ×           | ×           |
| Celkové umístění | Celkové umístění  | 10.                 | 4.          | 24.         | 17.         | 5.          | 3.          | 3.          |
| Celkové umístění | Celkové umístění  | 671 bodů (9. místo) |             |             |             | 5.          | 3.          | 3.          |

#### Sezóna 2024/2025
| ČSP              | Místo                | SP                  | SZ  | HZ  | IZ  | ŠT | SŠT | SZD |
| ---------------- | -------------------- | ------------------- | --- | --- | --- | -- | --- | --- |
| 1.               | Kontiolahti          | 2.                  | ×   | 10. | 39. | 3. | –   | 1.  |
| 2.               | Hochfilzen           | 6.                  | 4.  | ×   | ×   | 3. | ×   | ×   |
| 3.               | Annecy               | 3.                  | 5.  | 10. | ×   | ×  | ×   | ×   |
| 4.               | Oberhof              | 20.                 | 21. | ×   | ×   | ×  | 1.  | –   |
| 5.               | Ruhpolding           | ×                   | ×   | 4.  | 6.  | 2. | ×   | ×   |
| 6.               | Anterselva           | 21.                 | 9.  | ×   | ×   | 3. | ×   | ×   |
| 7.               | Nové Město na Moravě | 11.                 | 1.  | ×   | ×   | 7. | ×   | ×   |
| 8.               | Pokljuka             | ×                   | ×   | 12. | 9.  | ×  | 1.  | –   |
| 9.               | Oslo-Holmenkollen    | 29.                 | 7.  | 1.  | ×   | ×  | ×   | ×   |
| Celkové umístění | Celkové umístění     | 6.                  | 3.  | 4.  | 12. | 3. | 1.  | 1.  |
| Celkové umístění | Celkové umístění     | 875 bodů (4. místo) |     |     |     | 3. | 1.  | 1.  |

## Vítězství v závodech světového poháru, na mistrovství světa a olympijských hrách

### Individuální
| Č.                           | sezóna    | datum              | místo                       | disciplína                |
| ---------------------------- | --------- | ------------------ | --------------------------- | ------------------------- |
| 1.                           | 2020/2021 | 5. prosince 2020   | Kontiolahti, Finsko         | stíhací závod             |
| 2.                           | 2021/2022 | 28. listopadu 2021 | Östersund, Švédsko          | sprint                    |
| 3.                           | 2021/2022 | 2. prosince 2021   | Östersund, Švédsko          | sprint                    |
| MS                           | 2022/2023 | 19. února 2023     | Oberhof, Německo (MS)       | závod s hromadným startem |
| 4.                           | 2023/2024 | 3. prosince 2023   | Östersund, Švédsko          | stíhací závod             |
| 5.                           | 2024/2025 | 8. března 2025     | Nové Město na Moravě, Česko | stíhací závod             |
| 6.                           | 2024/2025 | 23. března 2025    | Oslo, Norsko                | závod s hromadným startem |
| – závod na mistrovství světa |           |                    |                             |                           |

### Kolektivní
| Č.                                                         | sezóna    | datum              | místo                            | disciplína           |
| ---------------------------------------------------------- | --------- | ------------------ | -------------------------------- | -------------------- |
| 1.                                                         | 2017/2018 | 7. ledna 2018      | Oberhof, Německo                 | štafeta              |
| OH                                                         | 2017/2018 | 23. února 2018     | Pchjongčchang, Jižní Korea (ZOH) | štafeta              |
| 2.                                                         | 2018/2019 | 16. prosince 2018  | Hochfilzen, Rakousko             | štafeta              |
| 3.                                                         | 2019/2020 | 30. listopadu 2019 | Östersund, Švédsko               | smíšený závod dvojic |
| 4.                                                         | 2020/2021 | 13. prosince 2020  | Hochfilzen, Rakousko             | štafeta              |
| 5.                                                         | 2020/2021 | 14. března 2021    | Nové Město, Česko                | smíšený závod dvojic |
| 6.                                                         | 2023/2024 | 25. listopadu 2023 | Östersund, Švédsko               | smíšený závod dvojic |
| MS                                                         | 2023/2024 | 17. února 2024     | Nové Město na Moravě, Česko (MS) | štafeta              |
| 7.                                                         | 2024/2025 | 30. listopadu 2024 | Kontiolahti, Finsko              | smíšený závod dvojic |
| 8.                                                         | 2024/2025 | 12. ledna 2025     | Oberhof, Německo                 | smíšená štafeta      |
| 9.                                                         | 2024/2025 | 16. března 2025    | Pokljuka, Slovinsko              | smíšená štafeta      |
| – závod na olympijských hrách – závod na mistrovství světa |           |                    |                                  |                      |